# 王揖唐
王 揖唐（おう ゆうとう）は、清末民初の政治家・軍人。安徽派の政治家として安福倶楽部を指導する。後に中華民国臨時政府、南京国民政府（汪兆銘政権）に参加した。旧名は志洋。字は慎吾・什公。後に、名を賡、字を一堂と改めたが、号の揖唐で知られる。筆名は逸唐。

## 事績

### 清末民初の活動
1904年（光緒30年）、甲辰科進士となったが、自ら望んで軍事を学ぶことを清朝に願い出て、同年9月に日本へ留学した。東京振武学校を経て、金沢砲兵第9連隊で実習に臨んだ。しかし軍人生活に適応できず、法政大学での学習に転じたとされる。1907年（光緒33年）に帰国した。以後、兵部主事、東三省総督署軍事参議、吉林陸軍第1協統統領、吉林督練処参議を歴任した。1909年（宣統元年）から、ロシアとアメリカへ外遊し、軍事等の視察を行った。
中華民国成立後、王揖唐は袁世凱の下で総統府秘書、参議、顧問などをつとめた。また、政党活動にも参加し、民社、共和促進会、統一党の3党を経て、黎元洪が理事長をつとめる共和党で幹事となった。1913年（民国2年）、チベット選出の第1期国会参議院議員となる。5月、共和党、民主党、統一党の3党合併により進歩党が成立すると理事を務めた。王は袁世凱を支持する路線をとり、約法会議議員として中華民国約法制定に参与する。
1914年（民国3年）5月26日に参政院参政、10月23日に江皖籌賑事宜督弁、1915年（民国4年）8月19日に吉林省巡按使などを歴任した。また、フランスやドイツへ外遊して陸軍組織の視察も行い、袁世凱が皇帝即位を目論んだ際には『国華報』という新聞を創刊してこれを支援する言論を張った。これにより、1915年12月21日に一等男に特封されている。翌1916年（民国5年）4月に段祺瑞が内閣を組織すると、王揖唐は内務部総長兼督弁京都市政事宜に任命された。

### 安福倶楽部

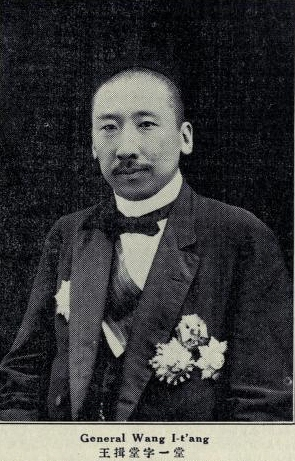
善後会議議員時代
Who's Who in China 3rd ed. (1925)

袁世凱死後の1916年（民国5年）6月30日、王揖唐は内務部総長などを辞職する。以後、安徽派に属して国会を中心に活動するようになった。
翌年11月に段祺瑞が臨時参議院を組織すると、王揖唐が議長に就任した。1918年（民国7年）3月8日、王揖唐は徐樹錚とともに安福倶楽部を設立し、安徽派のための様々な政治活動に従事した。同年8月2日、王揖唐は衆議院議長に就任して、以後、「安福国会」と称される国会運営を主導した。9月には大総統に徐世昌を選出している。このほか、南方政府との和平交渉では首席代表を務め、私立民国大学や中華大学の校長にもなった。
しかし、1920年（民国9年）7月の安直戦争で直隷派に安徽派が敗北すると、同年8月3日に安福倶楽部と安福国会は徐世昌の命令により解散させられた。王揖唐も指名手配されたため、日本へ亡命して、しばらくは著述活動に専念した。
1924年（民国13年）10月の北京政変（首都革命）を経て段祺瑞が臨時執政として復権する。王揖唐もこれに参加し、11月には安徽省省長兼軍務善後事宜督弁に就任した。翌1925年（民国14年）2月、善後会議議員も兼任している。しかし、王は安徽省政の掌握に失敗し、同年4月24日に安徽軍務善後事宜督弁を、6月18日に安徽省長をそれぞれ辞職した。
中国国民党の北伐に際しては、王揖唐は北方各派に与してこれに抵抗しようとした。しかし1928年（民国17年）の北伐完了と共に王揖唐は指名手配されたため、天津の日本租界に逃げ込み、再び著述活動に励んだ。
1931年（民国20年）から国民政府の政治家として復帰し、東北政務委員会委員に任命された。1932年（民国21年）1月23日に国難会議会員、翌1933年（民国22年）5月4日に行政院駐平政務整理委員会委員、6月14日に華北戦区救済委員会委員を歴任し、王克敏らと共に対日交渉の前線に立っている。1935年（民国24年）12月11日には冀察政務委員会委員に任命された。また、天津匯業銀行総理も務めた。

### 親日政府での活動
1936年（民国25年）5月、王揖唐は親日の蒙古軍政府に参加し、実業署署長に任命された。日中戦争（支那事変、抗日戦争）勃発後の1937年（民国26年）12月14日に、王克敏が北京で中華民国臨時政府を組織する。王揖唐もこれに参加し、臨時政府常務委員（議政委員会常務委員）兼振済部総長に特任された。翌1938年（民国27年）9月18日、振済部と行政部が廃止され、内政部と財政部が創設されると、王揖唐が内政部総長に特任されている。同年10月22日、振務委員会委員長に特派され、これを兼任する。1939年（民国28年）9月からは、汪兆銘（汪精衛）を支持してその政権への参加交渉に従事した。
1940年（民国29年）3月30日、南京国民政府（汪兆銘政権）に臨時政府が合流し、華北政務委員会に改組される。同日、王揖唐は考試院長兼華北政務委員会委員兼中央政治委員会当然委員となった。同年6月6日、汪兆銘らとの政治的対立の末に辞任した王克敏に替わり、王揖唐が華北政務委員会委員長兼常務委員兼内務総署督弁に特派された。1943年（民国32年）1月、最高国防会議議員、全国経済委員会副委員長、新国民促進委員会委員（後に常務委員）となった。しかし同年2月、王揖唐は華北政務委員会委員長の地位を退く。以後、王克敏らが復権したため、華北での王揖唐の権力は衰えた。
日本が敗北した後の1945年（民国35年）12月5日に王揖唐は北平の病院で逮捕される。当初、王揖唐は重病とみなされて裁判にかけられなかったが、後にその仮病が発覚するなどして1946年（民国35年）9月に裁判に付されることになった。河北高等法院で死刑が言い渡された後、南京首都高等法院で当該判決が確定する。1948年（民国37年）9月10日、漢奸の罪により北平の監獄で銃殺刑に処せられた。享年72（満70歳）。

### 人物像
曹汝霖によると、王揖唐の政治態度は、「自ら名士派と称し、自分は政治経済の素人であるから、日本側の処理に一任し、自分ではやらない。もし難題があっても争執しない」というものだったという。これに対して曹は、日本側の見解を変えられないとしても、自己の意見は言うべきだ、という旨で諌めたが、王揖唐は却って「叔魯（王克敏）は事毎に〔注：日本側と〕言い争ったが、結局何を勝ち得たか、何らの結果も得られなかったではないか」等と反論し、耳を貸さなかった。それ以来、曹は王揖唐への進言を一切しなくなったと言う。
なお、北京政府では曹汝霖と王揖唐は共に安徽派の幹部であり、直隷派だった王克敏の方が曹にとって政敵に近かった。